# Grayson Allen

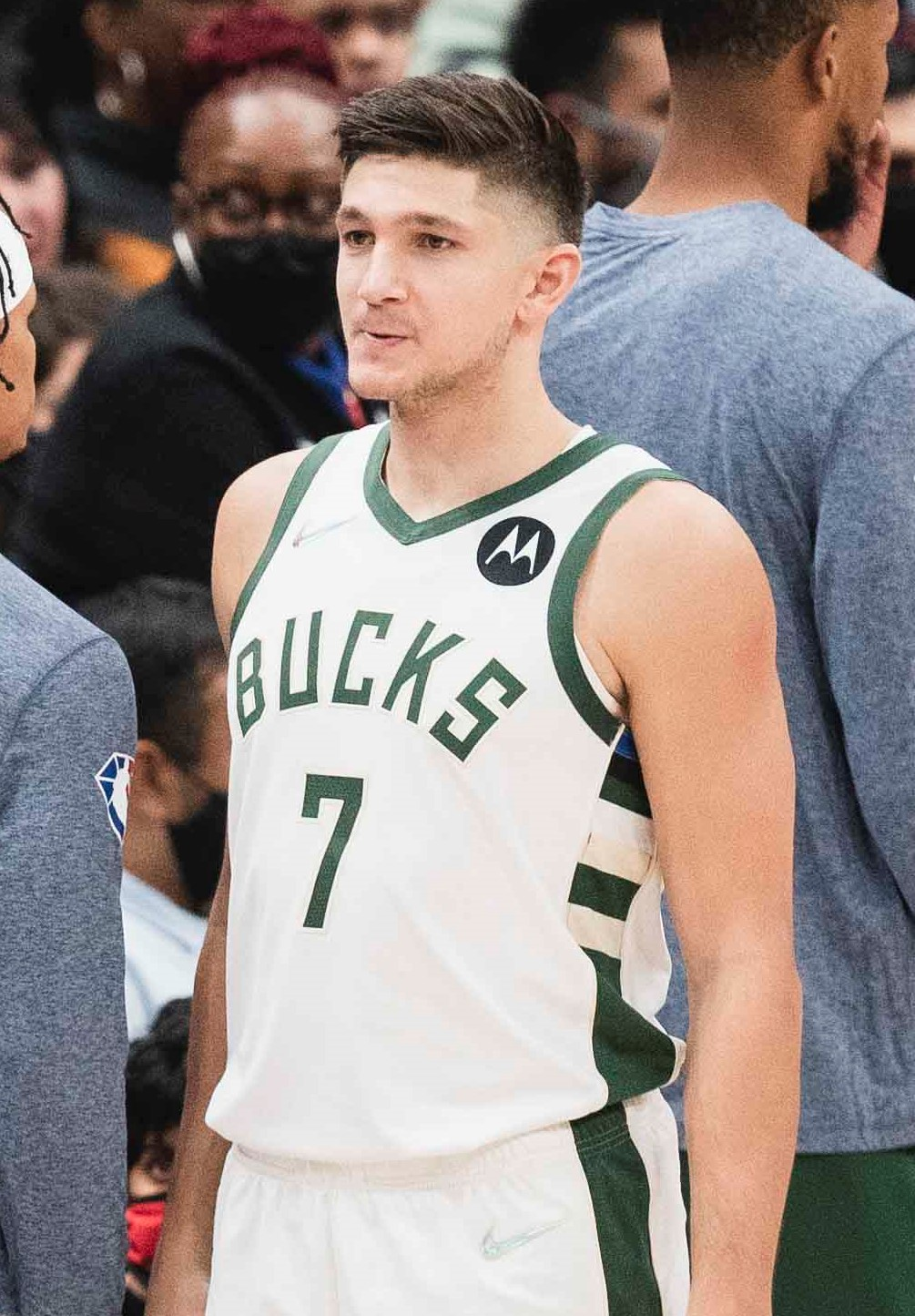
Grayson Allen, 2021.

Grayson James Allen, född 8 oktober 1995 i Jacksonville i Florida, är en amerikansk professionell basketspelare (SG) som spelar för Phoenix Suns i National Basketball Association (NBA). Han har tidigare spelat för Utah Jazz, Memphis Grizzlies och Milwaukee Bucks.
Allen draftades av Utah Jazz i första rundan i 2018 års draft som 21:a spelare totalt.
Innan han blev proffs studerade Allen vid Duke University och spelade för deras idrottsförening Duke Blue Devils.